# Aristida vexativa
Aristida vexativa är en gräsart som beskrevs av Johannes Jan Theodoor Henrard. Aristida vexativa ingår i släktet Aristida och familjen gräs. Inga underarter finns listade i Catalogue of Life.